# A Modest Proposal (album)
A Modest Proposal – czwarty album studyjny kwartetu jazzowego Gutbucket. Album nagrany w 2009 roku w składzie:
- Ty Citerman – gitara
- Adam D Gold – perkusja
- Eric Rockwin – kontrabas
- Ken Thomson – saksofon

## Lista utworów
| Nr  | Tytuł                                        | Długość |
| --- | -------------------------------------------- | ------- |
| 1.  | Head Goes Thud                               | 5:06    |
| 2.  | A Little Bit of Anarchy Never Hurt Everybody | 4:04    |
| 3.  | I Am a Jelly Doughnut                        | 5:10    |
| 4.  | More More Bigger Better Faster with Cheese   | 4:38    |
| 5.  | Carnivore                                    | 6:25    |
| 6.  | Doppelganger's Requiem                       | 3:50    |
| 7.  | Lucy Ferment?                                | 2:56    |
| 8.  | C'Mon It's Just a Dollar                     | 5:20    |
| 9.  | Side Effects May Include                     | 7:03    |
| 10. | Brain Born Outside of Its Head               | 5:16    |